# Omizodes rubrifasciata
Omizodes rubrifasciata es un género de polillas perteneciente a la familia Geometridae, descrito por primera vez por el lepidopterólogo inglés Arthur Gardiner Butler en 1896. Se encuentra distribuido endemismo en Nyasalandia.